# دوري النخبة الآسيوي
دوري النخبة الآسيوي ، هي مسابقة كرة القدم القارية القادمة التي ينظمها الاتحاد الآسيوي لكرة القدم (الاتحاد الآسيوي لكرة القدم). وسوف تكون المنافسة المستوى الأول من الأندية الآسيوية لكرة القدم ، بل هو المنافسة وراء دوري أبطال آسيا 2 ونسخة موسعة من مسابقات كرة القدم الآسيوية السابقة دوري أبطال آسيا (دوري أبطال آسيا) أنه سيعقد لأول مرة بمشاركة 24 فريقا من مواسم 2024_2025.
ال دوري النخبة الآسيوي هو سنوي قادم كونتيننتال النادي كرة القدم المسابقة التي ينظمها الاتحاد الآسيوي لكرة القدم (الاتحاد الآسيوي). ستكون مسابقة المستوى الأول من الآسيوية نادي كرة القدم ، في المرتبة وراء دوري أبطال آسيا 2 ونسخة موسعة من دوري أبطال آسيا.
ستتأهل الأندية للمنافسة بناء على أدائها في الدوريات الوطنية ومسابقات الكأس.12 فريقا من أفضل أندية الدول في المنطقة الشرقية وأفضل 12 دولة في المنطقة الغربية بناء على تصنيف منافسات الأندية الآسيوية سيشاركون في هذه المسابقات التي سوف يغوصون فيها إلى مجموعتين من المنطقة الغربية والمنطقة الشرقية لكل فريق 4 على أرضه و 4 مباريات خارج أرضه على مستوى المجموعة ثم ستعقد الفرق المؤهلة مستويات الوصيف.

## تاريخ
في 23 ديسمبر 2022 تم الإعلان عن أن هيكلة مسابقات الاتحاد الآسيوي للأندية لكرة القدم. وبموجب الخطط الجديدة ستتألف مسابقة الأندية الأبطال (النخبة) لكرة القدم الآسيوية من 24 فريقًا فقط، مقسمة إلى منطقتي الشرق والغرب، بينما ستكون هناك مسابقة أخرى للأندية الأبطال للمسابقات المستوى الثاني من 32 فريقًا، مقسمة مثل الدرجة الأولى. كما تم الإعلان عن إطلاق مسابقة من الدرجة الثالثة للأندية التي فشلت في التأهيل إلى مسابقتي الأندية. في 14 أغسطس 2023 ، تم التأكيد على أن مسابقة المستوى الثاني الجديدة ستبدأ إنطلاقا من موسم 2024–25 فصاعدًا باسم دوري أبطال آسيا 2.